# 대전구봉초등학교
대전구봉초등학교는 대한민국 대전광역시 서구에 있는 공립 초등학교이다.

## 학교 연혁
- 1999. 07. 01 대전구봉초등학교 개교(9학급 편성)
- 1999. 09. 01 병설유치원 개원
- 2002. 06. 17 대전광역시교육청 지정 평생교육 시범학교 운영 보고
- 2004. 06. 17 대전광역시교육청 지정 에너지 절약 정책연구학교 운영 보고
- 2007. 11. 14 대전광역시서부교육지원청 연계 독서교육 시범학교 운영 보고
- 2011. 10. 19 전국 도서관 운영 평가 국무총리상 수상
- 2011. 10. 28 대전광역시교육청 지정 과학교육연구학교 운영보고
- 2011. 12. 30 학교교육과정 최우수학교 교육감 표창
- 2012. 02. 01 학교 평가 최우수학교 교육감표창
- 2012. 02. 14 제13회 졸업식 (총 1,991명)
- 2012. 03. 01 36학급 (특수 1), 병설유치원 3학급 편성
- 2012. 03. 01 교육과학기술부 지정 창의·인성 모델학교 (3년간)
- 2012. 04. 20 2012 대한민국 좋은학교 선정
- 2012. 06. 04 대한민국 좋은 학교 선정, 박람회 참가
- 2012. 11. 30 대한민국 좋은학교 교육부 장관 표창, 교육감 표창
- 2012. 11. 30 100대 교육과정 우수학교 교육감 표창
- 2012. 12. 11 학교도서관 활용 우수사례 최우수학교 교육감 표창
- 2012. 12. 31 인성교육 우수 브랜드학교 교육감 표창
- 2013. 01. 18 학교평가 최우수학교 교육감표창
- 2013. 02. 15 제14회 졸업식(총 2,188명)
- 2013. 03. 01 36학급(특수학급 1), 병설유치원 3학급 편성
- 2013. 10. 23 전국도서관 운영 평가 문화체육관광부 장관상
- 2013. 12. 11 제3회 학교독서교육 대상 교육부 장관 표창
- 2013. 12. 31 100대 교육과정 우수학교 교육감 표창
- 2014. 01. 21 학교평가 3년 연속 최우수 학교 교육감 표창
- 2014. 02. 17 제14회 졸업식(총 2,365명)
- 2014. 03. 01 33학급(특수학급 1), 병설유치원 3학급 편성

## 학교 상징
- 교화 - 장미 : 사랑, 우애
- 교목 - 소나무 : 푸른 기상

## 참고 자료
- 대전구봉초등학교 - 한국교육학술정보원 학교알리미